# 포천 화봉사 신중탱화
포천 화봉사 신중탱화는 대한민국 경기도 포천시 가산면, 화봉사에 있는 불화이다. 2016년 7월 22일 경기도의 문화재자료 제182호로 지정되었다.

## 개요
불화의 화기가 잘 남아 있어 제작 당시 상황 및 시주자와 그들의 신앙의 특성 등을 상세히 알 수 있으며, 화면구성과 도상, 화풍 면에서도 19세기 중반 신중도의 전형적인 양식을 보여준다.

## 참고 자료
- 포천 화봉사 신중탱화 - 국가유산청 국가유산포털